# جان فریدمن
جان فریدمن (انگلیسی: John Friedmann; زاده ۱۶ آوریل ۱۹۲۶ وین، اتریش- درگذشته ۱۱ ژوئن ۲۰۱۷)، استاد افتخاری مدرسهٔ عالی اجتماع و برنامه‌ریزی منطقه‌ای دانشگاه بریتیش کلمبیا در ونکوور کانادا و همچنین استاد بازنشستهٔ دانشکدهٔ سیاست‌گذاری عمومی و تحقیقات اجتماعی دانشگاه کالیفرنیا، لس‌آنجلس بود.
او نظریه‌پرداز شهیر علوم برنامه‌ریزی شهری و منطقه‌ای بود که دورهٔ برنامه‌ریزی شهری در مقطع تحصیلات تکمیلی را در دانشکدهٔ معماری و برنامه‌ریزی دانشگاه UCLA در اواخر دههٔ ۱۹۶۰ میلادی بنیاد نهاد و از سال ۱۹۶۹ تا ۱۹۹۶ به مدت ۱۴ سال مدیر گروه آن باقی ماند.
فریدمن در سال۱۹۶۶ مدل ۴ مرحله‌ای مرکز-پیرامون را در مورد توسعهٔ منطقه‌ای ارائه داد که بیان می‌کرد «در جاهایی که رشد اقتصادی برای دوره‌های طولانی‌مدت پایدار بماند، انتشار آن موجب یکپارچگی پیش‌رونده اقتصاد فضا می‌شود.» ۱۹ سال بعد مقاله‌اش با عنوان «فرضیات شهر جهانی» جریانی از پژوهش‌ها را در مورد جغرافیای اقتصادی، مطالعات توسعه و برنامه‌ریزی به راه انداخت. کتابی که در سال ۱۹۸۷ با عنوان «برنامه‌ریزی در حوزهٔ عمومی: از شناخت تا عمل» منتشر کرد به شکلی گسترده به‌عنوان متنی درسی در دانشکده‌های برنامه‌ریزی در سراسر جهان مورد استفاده قرار گرفت.
در این کتاب او مدل برنامه‌ریزی رادیکالی که مبتنی بر «استعمارزدایی»، «دموکراتیزه کردن»، «خود توانمندسازی» است. فریدمن این مدل را به‌عنوان پارادایم «توسعهٔ آگروپولیتنی» توصیف می‌کند و بر مکان گزینی مجدد محصولات و کارخانه‌های اصلی تأکید می‌کند. در کتاب «برنامه‌ریزی غیر اقلیدسی»(۱۹۹۳) او بر لزوم تمرکززدایی در برنامه‌ریزی تأکید می‌کند و از برنامه‌ریزی‌ای حمایت می‌کند که هنجاری، نوآورانه، سیاسی، بده-بستانی و بر اساس رویکرد یادگیری اجتماعی باشد.
در سال ۱۹۸۸ فریدمن از سوی دانشکده‌های برنامه‌ریزی آمریکا به‌عنوان استاد ممتاز برنامه‌ریزی برگزیده شد. اعطای دکتراهای افتخاری از سوی دانشگاه کاتولیک شیلی و دانشگاه فناوری دورتموند نشان از قدرشناسی بین‌المللی از دستاوردهای اوست. در سال ۲۰۰۶ و در نشست هبیتات سازمان ملل به خاطر «مشارکت طولانی و برجسته در پژوهش، اندیشه و عمل درزمینهٔ سکونتگاه‌های انسانی» مورد تقدیر قرار گرفت. در سال ۲۰۰۸ به‌عنوان مشاور افتخاری آکادمی برنامه‌ریزی و طراحی شهری چین منصوب شد.
آثار فریدمن شامل ۱۶ کتاب به‌عنوان تنها نویسنده، ۱۱ کتاب به‌عنوان نویسندهٔ همکار و بیش از ۱۵۰ مقاله و یادداشت می‌شود. آخرین پژوهش‌های او دربارهٔ فرایند شهرنشینی به ویژه در چین بود. از آخرین کتاب‌های فریدمن می‌توان به «چشم‌انداز شهرها»(۲۰۰۲)، «گذار شهری چین»(۲۰۰۵) و «شورشی‌ها: مقالاتی در نظریهٔ برنامه‌ریزی»(۲۰۱۱) اشاره کرد. بسیاری از نوشته‌های او به زبان‌های مختلف جهان ازجمله ژاپنی، ایتالیایی، اسپانیایی، پرتغالی، چینی و فارسی ترجمه شده‌اند.
همسر فریدمن خانم لئونی ساندرکاک مدرک دکترایش را سال ۱۹۵۵ از دانشگاه شیکاگو دریافت کرد و به‌عنوان یکی از معتبرترین نویسندگان برنامه‌ریزی درزمینهٔ توسعهٔ پایدار بین‌المللی و نظریهٔ برنامه‌ریزی شناخته می‌شود.

## درگذشت
جان فریدمن در ۱۱ ژوئن ۲۰۱۷ در سن ۹۱ سالگی در گذشت.